# Pseudoleskea atricha
Pseudoleskea atricha är en bladmossart som beskrevs av Kindberg 1893. Pseudoleskea atricha ingår i släktet Pseudoleskea och familjen Leskeaceae. Inga underarter finns listade i Catalogue of Life.